# 玛丽-菲利普·普兰
玛丽-菲利普·普兰（法語：Marie-Philip Poulin，1991年3月28日—），加拿大女子冰球运动员。她曾代表加拿大国家队参加2010年、2014年、2018年和2022年冬季奥林匹克运动会冰球比赛，获得三枚金牌和一枚银牌。